# Miguel Ángel Ortiz Arias
Miguel Ángel Ortiz Arias (Madrid, Comunidad de Madrid, España, 23 de noviembre de 1984) es un árbitro de fútbol español. Pertenece al Comité de Árbitros de la Comunidad de Madrid.

## Temporadas
| Categoría            | País   | Años              | Partidos |
| -------------------- | ------ | ----------------- | -------- |
| Segunda División "B" | España | 2009 - 2019       | 142      |
| Segunda División     | España | 2019 - 2021       | 63       |
| Primera División     | España | 2021 - Actualidad | -        |